# Porthgwarra
Porthgwarra – osada w Anglii, w Kornwalii. Leży 14 km na południowy zachód od miasta Penzance i 424 km na południowy zachód od Londynu.